# Tour 2015
Es la gira número 14 de la banda de heavy metal argentino Rata Blanca. Comenzó el 13 de febrero de 2015 y terminó el 30 de mayo de 2015. Esta gira se destaca por los 4 shows que dio la banda en Argentina, entre los que se encuentra el show del 14 de marzo, que fue realizado a la carta. Antes del recital, la gente eligió los temas que se encontraban en la lista, a través de un voto electrónico. Cabe destacar también que el 20 de marzo, una semana después del último show en Argentina, la banda tenía previsto realizar un concierto en Querétaro, pero se suspendió debido a un problema con los organizadores, y fue así que debieron realizar los restantes shows en México los días 21, 22, 26 y 27 de marzo. Luego realizaron una extensa gira de conciertos por los Estados Unidos, país que también eligieron para la grabación de su nuevo disco. Uno de los shows, que en realidad iba a ser en Queens, debió suspenderse y trasladarse a Filadelfia, pero no pudo ser. La gira terminó el 30 de mayo de 2015 en El Salvador. Tres meses después lanzaron su nuevo disco, de nombre Tormenta eléctrica.

## Gira

### 2015
Comienzan el año 2015 tocando el 13 de febrero en el Auditorio Oeste, de Haedo, por sexta vez consecutiva en su carrera. El 28 de febrero y el 8 de marzo hacen los dos últimos shows en Buenos Aires, que tuvieron lugar en Temperley y Caseros respectivamente. El 14 de marzo realizaron su último show en Argentina, para luego irse de gira por México. El primer recital tendría lugar en Querétaro el 20 de marzo, pero se suspendió debido a un problema con la organización del show. Los restantes shows fueron el 21, 22, 26 y 27 de marzo, ya que como dijimos antes, el show del 20 se suspendió. Entre el 9 de abril y el 24 de mayo realizaron una gira de 14 shows por los Estados Unidos, mientras se encontraban preparando su nuevo disco. Cabe señalar que uno de los shows, que iba a ser el 8 de mayo en Queens, Nueva York, debió ser suspendido y trasladado a Filadelfia, pero no hubo caso y también se suspendió por razones ajenas a la banda. Los shows del 11 y 12 de abril se desarrollaron en coincidencia con los de No Te Va Gustar en el estadio de Vélez. El 30 de mayo, y después de dos años y algunos meses, la banda tuvo la oportunidad de regresar a El Salvador. Su última visita había sido el 25/10/2012, cuando festejaron 25 años de trayectoria. Luego, la banda hizo un parate en los recitales.

## Setlist
Representa el concierto del 13 de febrero de 2015
1. "Hombre de hielo"
2. "71-06 (Endorfina)"
3. "Sólo para amarte"
4. "El beso de la bruja"
5. "Volviendo a casa"
6. "Talismán"
7. "El círculo de fuego"
8. "Días duros"
9. "Madre Tierra"
10. "Agord, la bruja"
11. "Aún Estás en mis Sueños"
12. "Solo de Walter Giardino"
13. "Chico callejero"
14. "Guerrero del arco iris"
15. "El Amo del Camino"
16. "Abrazando al rock and roll"
17. "Mujer amante"
18. "La leyenda del hada y el mago"

## Conciertos
| América del Sur       |                  |                |                     |
| 13 de febrero de 2015 | Haedo            | Argentina      | Auditorio Oeste     |
| 28 de febrero de 2015 | Temperley        | Argentina      | Auditorio Sur       |
| 8 de marzo de 2015    | Caseros          | Argentina      | Playón Municipal    |
| 14 de marzo de 2015   | Córdoba          | Argentina      | Captain Blue        |
| América del Norte     |                  |                |                     |
| 21 de marzo de 2015   | Ciudad de México | México         | Pabellón Oeste      |
| 22 de marzo de 2015   | Puebla           | México         | Salón Country       |
| 26 de marzo de 2015   | Monterrey        | México         | Disco Escena        |
| 27 de marzo de 2015   | León             | México         | Foro Arlequín       |
| 9 de abril de 2015    | Glendale         | Estados Unidos | Giggles Night Club  |
| 10 de abril de 2015   | Glendale         | Estados Unidos | Giggles Night Club  |
| 11 de abril de 2015   | Portland         | Estados Unidos | TAO Event Center    |
| 12 de abril de 2015   | Seattle          | Estados Unidos | Kings Hall          |
| 17 de abril de 2015   | Salt Lake City   | Estados Unidos | Infinity Center     |
| 25 de abril de 2015   | San José         | Estados Unidos | Apolinar Álvarez    |
| 4 de mayo de 2015     | Washington       | Estados Unidos | Howard Theatre      |
| 7 de mayo de 2015     | Brooklyn         | Estados Unidos | The Warsaw          |
| 10 de mayo de 2015    | Elizabeth        | Estados Unidos | Coco Bongo          |
| 15 de mayo de 2015    | Virginia         | Estados Unidos | The Palace          |
| 17 de mayo de 2015    | Houston          | Estados Unidos | Vertigo             |
| 20 de mayo de 2015    | Dallas           | Estados Unidos | Carnaval Night Club |
| 22 de mayo de 2015    | Santa Ana        | Estados Unidos | The Observatory     |
| 24 de mayo de 2015    | San Francisco    | Estados Unidos | Roccapulco Club     |
| América Central       |                  |                |                     |
| 30 de mayo de 2015    | San Salvador     | El Salvador    | Pabellón CIFCO      |

## Conciertos suspendidos y/o reprogramados
| Fecha               | Ciudad, País | Lugar              | Motivo |
| ------------------- | ------------ | ------------------ | --- |
| 20 de marzo de 2015 | Querétaro,   | Club de Leones     | El concierto se suspendió debido a un problema con la organización. Y fue así que realizaron los 4 conciertos restantes en su gira por México los días 21, 22, 26 y 27 de marzo. Se reprogramó para el 20 de abril de 2017 en la siguiente gira.         |
| 8 de mayo de 2015   | Queens,      | Queens Palace Inc. | Este concierto, como dijimos antes, iba a realizarse ahí mismo, pero se suspendió y se trasladó a Filadelfia ese mismo día, pero tampoco pudo hacerse por razones ajenas a la banda. Tocaron en Queens el 26 de octubre de 2019 en su Tour Mundial 2019. |

## Teloneros
- Nova Epica
- San de Vil

## Países visitados
- Argentina
- México
- Estados Unidos
- El Salvador

## Formación durante la gira
- Adrián Barilari - Voz (1989-1993, 2000-Actualidad)
- Walter Giardino - Guitarra líder (1986-1997, 2000-Actualidad)
- Guillermo Sánchez - Bajo (1987-1997, 2000-2017)
- Danilo Moschen - Teclados (2010-Actualidad)
- Fernando Scarcella - Batería (2000-2023)